# Bardolino
Bardolino là một đô thị ở tỉnh Verona trong vùng Veneto của Ý, có cự ly khoảng 130 km về phía tây của of Venice và khoảng 25 km về phía tây bắc của of Verona. Tại thời điểm ngày 31 tháng 12 năm 2004, đô thị này có dân số 6.377 người và diện tích là 54,8 km².
Đô thị Bardolino có các frazioni (các đơn vị trực thuộc, chủ yếu là các làng) Cisano and Calmasino.
Bardolino giáp các đô thị: Affi, Cavaion Veronese, Costermano, Garda, Lazise, Manerba del Garda, Moniga del Garda, Padenghe sul Garda, và Pastrengo.